# Шипунский полуостров
Полуо́стров Шипу́нский — один из четырёх крупных полуостровов Камчатки на тихоокеанском побережье, первый на север от Петропавловска.

## Исторические сведения
Впервые нанесён на карту И. П. Козыревским как Шипун в 1726 году по имени тойона Шипы, главы ительменского поселения. Первые исследования берегов полуострова были проведены в 1742 году участником Второй Камчатской экспедиции А. Юрловым и в 1790 году геодезистом Худяковым из экспедиции И. И. Биллингса — Г. А. Сарычева, затем значительно дополнены в 1831 году штурманом П. И. Ильиным. Подробные исследования северной части полуострова проводил в 1835 году штурман П. Скрыпов.
Оконечность Шипунского полуострова с выдавшимися значительно в море каменистыми банками и рифами представлял большую опасность для морских судов, которые старались сюда не заходить, потому до конца XIX века этот район был изучен довольно слабо. В 1900 году подробные карты побережья составил гидрограф Ф. К. Гек, ещё через год их уточнили офицеры военного транспорта «Якут».

## География
Полуостров Шипунский находится к северу от Петропавловска-Камчатского сразу за Халактырским пляжем и небольшим мысом Налычева. С юга Шипунский омывается Авачинским заливом, с севера Кроноцким заливом. К северу от полуострова Шипунского расположен Кроноцкий полуостров.
В отличие от других тихоокеанских полуостровов Камчатки (Кроноцкий, Камчатский и Озерной) Шипунской сильно изрезан фьордами как и побережье к югу от Петропавловска. Берега обрывистые, скалистые, с многочисленными мысами, камнями и рифами, особенно в восточной его части.
Полуостров на 34 км вдаётся в Берингово море. Ширина в материковой части — 22 км.
По побережью полуострова наиболее существенными объектами являются (с юга на север): бухта Бечевинская, мыс Шипунский, бухта Железная, остров Моржовый, бухта Моржовая, бухта Большая Медвежка, мыс Средний, бухта Малая Медвежка, бухта Калыгирь. С севера полуостров ограничивают Жупановский лиман и река Жупанова.
Высочайшими точками полуострова являются гора Снежная (935,2 м) и гора Дружба (853,7 м).

## Антропогенное воздействие
В бухте Бечевинской находится заброшенный посёлок Бечевинка, небольшое поселение находится рядом с протокой озера Большая Медвежка, между бухтой Железной и Моржовой также находится заброшенный посёлок, есть посёлок на косе бухты Калыгирь, на полуострове имеются и другие следы хозяйственной деятельности.